# Amancio Prada
Amancio Prada (Dehesas, León, España; 3 de febrero de 1949) es un compositor y cantautor español. Su trabajo como compositor e intérprete ha tenido siempre una base literaria que, a lo largo de su discografía, de contenido casi siempre monográfico, ha ido conformando un recorrido antológico por la lírica peninsular, desde las cantigas de los primeros trovadores galaicoportugueses (ss. XII y XIII), pasando por el Romancero, Juan del Enzina, Jorge Manrique, San Juan de la Cruz, Santa Teresa de Jesús, Rosalía de Castro, Gustavo Adolfo Bécquer, Federico García Lorca, Juan Ramón Jiménez, María Zambrano, Álvaro Cunqueiro, Carmen Martín Gaite, Agustín García Calvo, Chicho Sánchez Ferlosio, Manuel Vicent, Léo Ferré, Luis López Álvarez, Antonio Pereira, Juan Carlos Mestre y el propio Amancio Prada.
Adaptó para voz, guitarra, violín y violonchelo el Cántico espiritual de San Juan de la Cruz, disco reeditado varias veces. La Orquesta y Coro Radio Televisión Española estrenaron en 2015 la versión sinfónica y coral de esta obra dirigidos por Fernando Velázquez, autor de la orquestación. 
Su trayectoria profesional ha merecido diversas distinciones entre las que cabe destacar la Medalla IV Centenario de San Juan de la Cruz 1991, Medalla Castelao de la Junta de Galicia, el Premio Castilla y León de las Artes 2005, Gran Premio del repertorio Sacem 2008, Medalla de Oro al Mérito en las Bellas Artes 2010, Premio Tenco 2010, Premio da Cultura Galega 2019, VII Premio de Cultura Universidad de Sevilla 2020.

## Biografía
Estudia Ciencias Empresariales aplicadas a la agricultura en Valladolid y cursó estudios de sociología en la Universidad de la Sorbona (París), donde también tomó clases de armonía, composición y guitarra. 
Su presentación en París tuvo lugar durante el mes de diciembre de 1972 junto a Georges Brassens en el Théâtre Bobino. Sus actuaciones se suceden tanto en radio y televisión, como en centros de emigrantes y universidades. En Francia edita su primer álbum, Vida e morte. A partir de ese momento comenzó una larga etapa de producción de álbumes, con numerosas actuaciones por todo el mundo. Regresó a España en 1975.
Ha participado en un gran número de festivales internacionales como el Festival de Música Antigua de Saintes, el Festival de Música Sacra de Maastricht o el Festival de Rávena, entre muchos otros.

## Discografía
- Vida e morte (1974)
- Rosalía de Castro (1975)
- Caravel de caraveles (1976)
- Cántico espiritual de San Juan de la Cruz (1977)
- Canciones de amor y celda (1979)
- Lelia Doura (1980)
- Canciones y soliloquios (1983)
- De la mano del aire (1984)
- Dulce vino de olvido (1985)
- Sonetos del amor oscuro (1986)
- A dama e o cabaleiro (1987)
- Navegando la noche (1988)
- Trovadores, místicos y románticos (1990)
- Emboscados (1994)
- Rosas a Rosalía (1997)
- Tres Poetas en el Círculo (1998)
- De mar e terra (1999)
- Escrito está (2001)
- Canciones del alma (2002)
- Sonetos y canciones de Federico García Lorca (2004)
- Hasta otro día. Canciones de Chicho Sánchez Ferlosio (2005)
- Huellas de Salamanca (2005)
- Rosalía siempre (2005)
- zAMORa (2006)
- Vida de artista. Canciones de Léo Ferré (2007)
- Concierto de amor vivo (2007)
- Del amor que quita el sueño. Romances del Antiguo Reino de León ( 2010)
- Coplas de Jorge Manrique a la muerte de su padre (2010)
- Libre te quiero. Sobre poemas de Agustín García Calvo (2013)
- Federico García Lorca: Poeta en Galicia (2013)
- Resonancias de Rosalía (2014)
- La Voz Descalza de Teresa de Jesús (2015)
- Sonetos del amor oscuro, Canciones y Gacelas de Federico García Lorca (2016)
- Yo, con vosotros. Sobre poemas de Antonio Pereira  (2017)
- Cavalo Morto. Sobre poemas de Juan Carlos Mestre (2018)
- Gustavo Adolfo Bécquer (2020)
- Prada, Prada (2024)

## Premios y distinciones
- Festival de la Juventud, Alar del Rey 1969
- Festival de la Juventud, Alar del Rey 1970
- "Estrella de Oro" Festival de Villancicos Nuevos, Pamplona 1975
- "Estrella de Oro" Festival de Villancicos Nuevos, Pamplona 1976
- Medalla Antena 3 Radio 1982
- Medalla COPE 1986
- Once Galegos de Hoxe 1987
- Premios Clínica San Francisco 1987
- Medalla IV Centenario San Juan de la Cruz 1991
- Medalla Castelao 1995[1]
- Socio de Honor del Instituto de Estudios Bercianos
- Socio de Honor del Centro Gallego de Córdoba
- Disco periódico "Ideal"1997 por "Rosas a Rosalía"
- Leonés del Año 1999
- Medalla de Oro del Círculo de Bellas Artes de Madrid 2001
- Premio Trovador. Festival de Alcañiz 2002
- Premio de las Artes "Gil y Carrasco"  2003
- Premio "Castaña de Oro" Prada a Tope 2004
- Premio Celanova Casa Dos Poetas 2005
- Premio Castilla y León de las Artes 2005 (enlace roto disponible en Internet Archive; véase el historial, la primera versión y la última).
- Premio Xarmenta 2006
- Premio Micrófono de Oro 2007
- Gran Premio del Repertorio Sacem 2008[2]
- Premio Tenco San Remo 2010
- Medalla de Oro al Mérito en las Bellas Artes 2010[3]
- Juglar de Fontiveros 2014
- Premio Laxeiro 2016
- Premio Opinión da Música de Raíz Andaina Senlleira 2016
- Premio AMGU de la Música 2019
- Premio da Cultura Galega 2019
- Premio de Cultura Universidad de Sevilla 2020
- Premio European Guitar Foundation 2020
- Fiambrera de Plata del Ateneo de Córdoba 2023[4]

- Premio Internacional Aglaya a la Cultura de Paz de la Fundación Artisophia. (2024)[5][6]